# 函館短期大学付設調理製菓専門学校

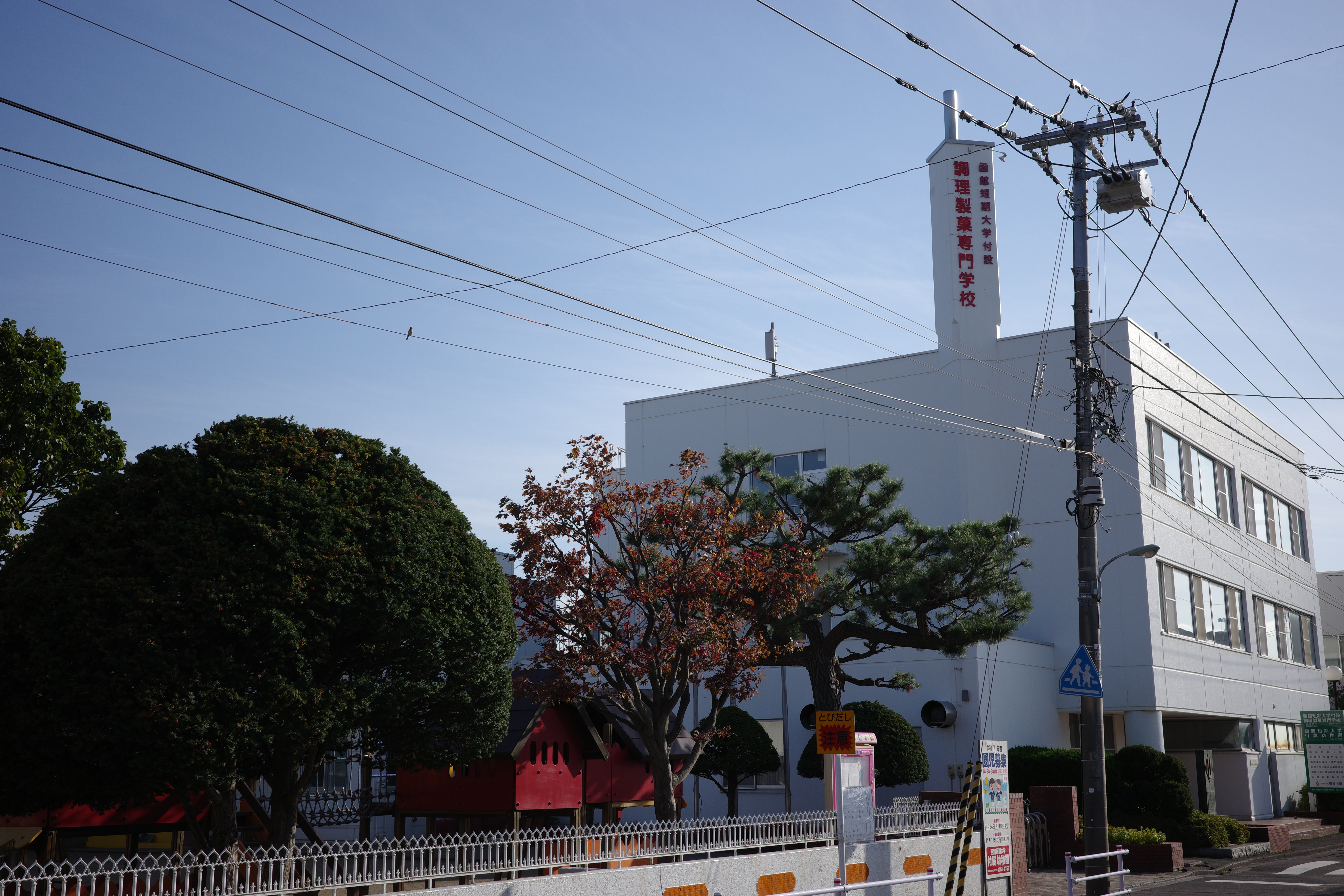
左隣の樹木が生える敷地は函館短期大学付属幼稚園（2024年10月）

函館短期大学付設調理製菓専門学校（はこだてたんきだいがくふせつちょうりせいかせんもんがっこう)とは、かつて北海道函館市にあった私立の専修学校。運営母体は、学校法人野又学園。

## 概要
- 1967年の頃より、調理師業界からの学校法人野又学園に対して、調理師養成学校の設置の要望があり、1968年に函館短期大学の一分野として開設。
- 現行校舎は、三階建ての校舎となっている。
- 就職実績としては、ホテル・旅館、レストラン・料亭、給食施設、企業食堂などとなっている。

## 沿革
- 1968年3月	函館高等実務専修学校調理師養成科夜間課程（1年6ヶ月）調理師養成施設の厚生大臣指定を受く（定員40名 函館短期大学校舎内に設置）。函館経理学校で使用していた校舎を使用
- 1968年11月	函館高等実務専修学校を函館短期大学付設調理師学校と名称変更
- 1970年	昼間課程（1年）設置認可。各種学校設置認可
- 1972年3月	調理師養成科定員変更認可（定員40名→80名）
- 1977年　三階建て二代目校舎が完成
- 1979年3月	専修学校高等課程認可
- 1980年3月	調理師養成科昼間課程定員変更認可（定員80名→150名）
- 1987年12月	専修学校専門課程認可
- 1988年4月	函館短期大学付設調理師学校を函館短期大学付設調理師専門学校に名称変更
- 1989年3月	製菓衛生師科昼間課程・夜間課程製菓衛生師養成施設としての厚生大臣指定を受く。調理師養成科を調理師科に学科名変更
- 1996年	調理師科高等課程昼間部並びに夜間部廃止。専門課程調理師科定員変更認可（専門課程定員50名→150名）
- 2000年9月	調理師科夜間部定員変更認可（定員4月40名→4月40名＋10月40名）
- 2002年	専修学校高等課程廃止認可。調理師科昼間部定員変更認可（定員150名→80名）製菓衛生師科夜間課程廃止認可
- 2006年7月	製菓衛生師科昼間課程の定員変更認可（定員40名→60名）
- 2008年11月	創立40周年記念式典祝賀会挙行
- 2012年4月	函館短期大学付設調理師専門学校を函館短期大学付設調理製菓専門学校と名称変更
- 2014年4月	調理師科夜間部修業年限及び定員変更（修業年限1年6ヶ月→2年、定員120名→80名）
- 2016年4月	新校舎落成　製菓衛生師科昼間部定員変更（定員60名→80名）
- 2018年4月	調理師科昼間部修業年限及び定員変更（修業年限1年→2年、定員80名→40名）。製菓衛生師科昼間部修業年限及び定員変更（修業年限1年→2年、定員80名→40名）
- 2022年4月	調理師科を調理製菓総合科に学科名変更[1]
- 2024年　募集停止を発表[2]
- 2025年　閉校[3][4]

## 設置学科
- 調理製菓総合科（昼間）（2年間）
- 調理師科（夜間）（2年間）

## 所在地
- 北海道函館市柏木町7-25

## 交通アクセス
- 函館バス・函館市電共に柏木町停留所下車 徒歩1分

## 学校生活
- 毎年9月に学校祭「味まつり」が行われている。
- 毎年2月に函館フードフェスティバルに参加している。

## 取得できる資格・免許状
- 調理師
- 専門調理師技術考査
- 薬膳インストラクター初級
- 食育インストラクター

## 歴代学校長
- 野又貞夫：初代、1968年～1972年
- 野又肇：2代、1972年～1988年
- 近江睦子：3代、1988年～1999年
- 下野茂：4代、1999年～2004年
- 渡辺美智子：5代、2004年～2006年
- 下野茂：6代、2006年～2012年（再任）
- 山本仁志：7代、2012年～

## 注
1. ↑  以上につき沿革参照
2. ↑  学生募集停止について
3. ↑  函館短期大学付設調理製菓専門学校 閉校について
4. ↑  令和7年度第1回私学審議会諮問事項一覧